# Jason Bateman
Jason Kent Bateman (født 14. januar 1969 i Rye, New York) er en amerikansk skuespiller. Han er kendt som sin rolle som Michael Bluth i Arrested Development.

## Karriere
Bateman begyndte sin karriere med en rolle i TV-dramaet Det Lille Hus på Prærien, hvor han havde rollen som James Cooper Ingalls fra 1981 til 1982.
Senere fik han roller i TV-serier som Silver Spoons, It's Your Move og The Hogan Family, men efter den sidstnævnte serie var han ude af søgelyset i næsten 10 år. I løbet af denne periode havde han store roller i fire serier, men ingen af dem blev modaget særlig godt, og de varede ikke længere end en sæson. I 2003 lavede han et comeback med hovedrollen som Michael Bluth i FOX-serien Arrested Development af Mitchell Hurwitz.
Senere hen har han optrådt i Dodgeball: A True Underdog Story som en ESPN-kommentator, og Starsky & Hutch som Vince Vaughns karakters forretningspartner.
Bateman fik en Golden Globe i 2005 for «bedste optræden af en mandlig skuespiller i en komedieserie» for sit arbejde i Arrested Development. Han var også gæstevært på NBCs Saturday Night Live den 12. februar 2005.

## Filmografi
- Teen Wolf Too (1987)
- Necessary Roughness (1991)
- Breaking the Rules (1992)
- Love Stinks (1999)
- One Way Out (2002)
- The Sweetest Thing (2002)
- Arrested Development (2003 – 2006, 2013-2019) TV serie
- The Jake Effect (2003; ikke udsendt før 2006)
- Starsky & Hutch (2004)
- Dodgeball: A True Underdog Story (2004)
- The Break-Up (2006)
- Smokin' Aces (2007)
- The Ex (2007)
- The Kingdom (2007)
- Mr. Magorium's Wonder Emporium (2007)
- Juno (2007)
- Hancock (2008)
- State of Play (2008) (Bekendtgjordt)
- Up in the Air (2009)
- Horrible Bosses (2010)
- Identity Thief (2013)
- Zootopia (2016)
- Game Night (2018)